# 경신옹주
경신옹주(敬愼翁主, ? ~ 1480년 이후)는 조선의 옹주이다.  태종의 12녀이자 서8녀이며 어머니는 선빈 안씨이다.

## 생애
태종과 선빈 안씨(숙선옹주)의 장녀로, 1430년(세종 12년) 10월 28일, 전의위(全義尉) 이완(李梡)과 혼인하여 슬하에 6남 1녀를 두었다.
1443년(세종 25년), 옹주의 아홉살 난 아들 갯똥[介同]이, 집에서 부리는 노비 석류(石榴)의 열살 짜리 아들 사민(思敏)과 장난치며 놀다가 사민에게 욕을 먹자, 경신옹주의 종들이 사민을 잡아들였는데, 석류의 딸이자 사민의 누나인 구장(仇莊)이 경신옹주를 나무라며 욕을 하자, 후에 이 사실을 안 이완은 석류에게 형장을 쳤는데, 엿새만에 석류가 죽었다. 이일로 이완은 의금부에 갇혀 국문(鞫問)을 받고, 직첩(職牒)은 회수되고 진천(鎭川)에 부처(付處)되었다.
1467년(세조 13년), 경신옹주의 손녀인 이씨가 남편 황종동(黃終同) 일가에 소박을 당하고 모욕을 받자, 며느리 이씨의 아버지 이순경과 함께 상언을 올려 사헌부에서 쟁송을 형조에 넘기려 하였으나 무마된 소동이 발생하였다.
1468년(세조 14년), 경신옹주는 노비 분배 문제로 어머니 선빈 안씨(숙선옹주)와 송사를 다투어 안씨가 딸의 불효를 호소하니 세조가 의금부에 이 일을 조사시킨 끝에 경신옹주의 녹봉을 빼앗고 그 아들을 귀양보냈다. 또한 어머니 안씨의 임종에 이르러서는 올케인 남동생 익녕군의 아내 박씨(朴氏)와 갈등을 빚었다. 같은 해 예종이 즉위하여 거둔 녹봉을 다시 경신옹주에게 돌려주었다.
언제 사망하였는지는 기록되어 있지 않지만, 1480년(성종 11년) 동생인 소숙옹주의 둘째 아들인 황제(黃濟)가 맹인 신연의 재물을 탐하여 그 딸 신씨를 첩으로 삼으려 할 때, 황제에게 거짓 혼서를 작성해주어 사헌부의 탄핵을 받았다.
능원은 경기도 양주시 고령에 있다.

## 가족 관계
- 아버지 : 태종(太宗, 1367~1422)
- 어머니 : 선빈 안씨(善嬪 安氏, ? ~ 1468)
  - 여동생 : 숙안옹주(昭淑翁主, ? ~ 1464)
  - 남동생 : 익녕군(益寧君, 1422 ~ 1464)

- 남편 : 전의위 이완(全義尉 李梡, ? ~ 1455)
  - 장남 : 이효충(李孝忠)
  - 며느리 : 연일 정씨 - 정석권(鄭錫拳)의 딸
    - 손자 : 이관(李灌)
    - 손자 : 이식(李湜)
    - 손자 : 이형(李浻)
    - 손녀 : 밀양 손씨 손한(孫瀚)의 처

  - 차남 : 이제충(李悌忠)
  - 며느리 : 경주 이씨 - 소윤(少尹) 이순경(李順慶)의 딸
    - 손녀 : 청주 한씨 한충인(韓忠仁, 1433 ~ 1504)의 처

  - 3남 : 이신충(李信忠)
  - 며느리 : 창녕 성씨 - 참판(參判) 성윤문(成允文)의 딸
    - 손자 : 이성(李誠)
    - 손자 : 이심(李諶)

  - 4남 : 이예충(李禮忠)
  - 며느리 : 영천 이씨 - 현감(縣監) 이중호(李仲浩)의 딸
    - 손자 : 이환(李懽)
    - 손자 : 이유(李愉)
    - 손자 : 이흔(李忻)
    - 손녀 : 단양 우씨 우안국(禹安國)의 처
    - 손녀 : 부사(府使) 이종수(李從壽)의 처

  - 5남 : 이의충(李義忠)
  - 며느리 : 청풍 김씨 - 김후(金珝)의 딸
    - 손자 : 이경(李璥)
    - 손녀 : 동지(同知) 정래필(鄭萊弼)의 처
    - 손녀 : 충순위(忠順衛) 김양생(金陽生)의 처

  - 6남 : 이경충(李敬忠)
  - 장녀 : 진주 강씨 목사(牧使) 강자정(姜子正)의 처
    - (양)외손자 : 강겸(姜謙) - 강자평(姜子平)의 아들